# Banyumasan
 (novembre 2023).
Si vous disposez d'ouvrages ou d'articles de référence ou si vous connaissez des sites web de qualité traitant du thème abordé ici, merci de compléter l'article en donnant les références utiles à sa vérifiabilité et en les liant à la section « Notes et références ».
Le banyumasan est un dialecte du javanais parlé par 12 à 15 millions de locuteurs[réf. nécessaire] sur l’île de Java dans l'ancienne residentie de Banyumas, constituée des actuels kabupaten de Banyumas, de Banjarnegara, de Cilacap et de Purbalingga (id). 